# Discolocrinus thieli
Discolocrinus thieli is een haarster uit de familie Bathycrinidae.
De wetenschappelijke naam van de soort werd in 2008 gepubliceerd door Mironov.